# Lampacau

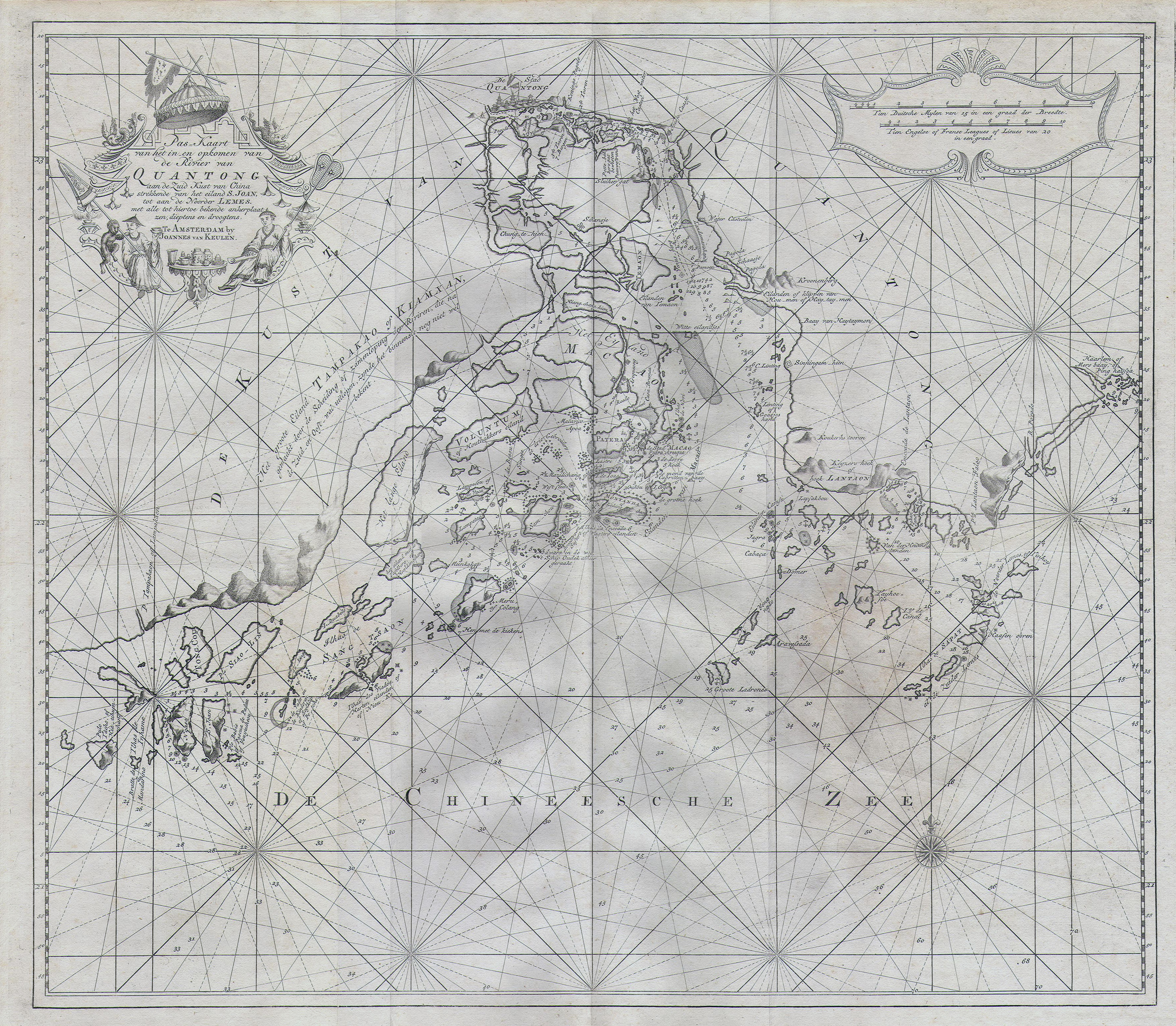
Mapa do Holandês de van Keulen a mostrar o conjunto de ilhas onde estaria Lampecau

Lampacau ou Lampacão, era uma pequena ilha no Delta do Rio das Pérolas, que teve um papel importante no século 16 nas Relações entre China e Portugal. Lampacau já não existe como ilha separada pois os sendimentos acumulados do Rio das Pérolas fizeram-na pertencer a uma ilha maior.

## Localização
A localização exacta da ilha tem sido um quebra-cabeças, pois os nomes e a linha de costa tem mudado muito ao longo dos séculos. Os mapas portugueses mostram-na a oeste de Macau, mas mais perto de Macau do que a Sanchoão (Ilha de Shangchuan / Shangchuan ou São João). De acordo com investigações feitas por Chang Tseng-hsin, usando fontes chinesas e ocidentais, Lampacau ficou ligado com a ilha vizinha de Lianwan. O nome de Lianwan foi assim usada para descrever a nova grande ilha, e o nome Langbaiao foi relegado para descrever o estreito que separa Lianwan da ilha vizinha Wenwan. Isto colocaria Lampacau no distrito de Jinwan (actual Zhuhai(, a 30 km a oeste de Macau.

## Nome
O nome é uma variante aportuguesada de vários termos, como Lampacau, Lampassau, Lampacam, Lam Puk, Lanpacan, Lampachan, Lampchào, Lamapacào, Lamapzan, Lanpetan, Lampaço; Lan-pai-kao, Long-pa-kao e Langpetsao.

## História
Lampacau tornou-se importante para o comércio internacional a partir de 1550 quando o centro do comércio português no Delta do Rio Pérola mudou gradualmente para ali proveniente da Iha de Sanchoão. O centro comercial mudou depois para Macau. Macao.